# Desintegración alfa

Desintegración alfa.

La desintegración alfa o decaimiento alfa es una variante de desintegración radiactiva por la cual un núcleo atómico emite una partícula alfa y se convierte en un núcleo con cuatro unidades menos de número másico y dos unidades menos de número atómico.
Se le puede considerar emisión espontánea de núcleos de helio 4 (4He2+) —en adelante partículas α— a partir de núcleos de átomos más pesados, mediante un proceso de fisión nuclear espontánea. Este tipo de desintegración es típico únicamente de los núcleos atómicos muy pesados.
El telurio 106 (106Te) es el isótopo más ligero en el cual ocurre desintegración alfa en la naturaleza. Artificialmente, el berilio 8 (8Be) se desintegra en dos partículas alfa, en el proceso triple alfa, esencial para generación de carbono 12 (12C) en el interior de las estrellas.
La secuencia de este fenómeno de desintegración se representa mediante la ecuación siguiente:
{\displaystyle {}_{Z}^{A}{\hbox{X}}\;\to \;{}_{Z-2}^{A-4}{\hbox{Y}}\;+\;{}_{2}^{4}{\hbox{He}}^{2+}\;=\;_{Z-2}^{A-4}{\hbox{Y}}\;+\;\alpha }.
Con el uranio 238, por ejemplo:
{\displaystyle {}^{2}{}_{92}^{38}{\hbox{U}}\;\to \;{}^{2}{}_{90}^{34}{\hbox{Th}}\;+\;\alpha }
La primera ecuación no está equilibrada eléctricamente. Pero, en la mayoría de los casos el núcleo resultante pierde rápidamente dos electrones en favor de la partícula alfa y se convierte en un átomo de (4He), eléctricamente neutro.
Por esta razón, en la mayoría de los casos, cuando existe un mineral de alto contenido de uno o más elementos radiactivos, en sus alrededores, por la vía de decaimiento alfa, se forman bolsas de 4He.
Todo el helio existente en la Tierra se origina mediante desintegración alfa de elementos radiactivos. Debido a esto suele encontrarse en depósitos minerales ricos en uranio o en torio. Así mismo se obtiene como subproducto en pozos de extracción de gas natural.
El espectro propio de la desintegración es discreto: en un estudio espectroscópico pueden observarse picos en energías identificables con las propias del proceso de decaimiento.
El rango de energías a los que los núcleos emiten las partículas, {\displaystyle E_{\alpha }}, puede circunscribirse a 2 MeV {\displaystyle <E_{\alpha }<} 9 MeV (megavoltios electrónicos o megaelectronvoltios).
Aunque las partículas alfa tienen una carga  +2 e, esto no suele mostrarse porque una ecuación nuclear describe una reacción nuclear sin considerar los electrones, una convención que no implica que los núcleos se den necesariamente en átomos neutros.
La desintegración alfa ocurre típicamente en los nuclidos más pesados. Teóricamente, sólo puede ocurrir en núcleos algo más pesados que el níquel (elemento 28), donde la energía de enlace global por nucleón ya no es máxima y los nucleidos son, por tanto, inestables hacia procesos de tipo fisión espontánea. En la práctica, este modo de desintegración sólo se ha observado en nucleidos considerablemente más pesados que el níquel, siendo los emisores alfa más ligeros conocidos los isótopos más ligeros (números másicos 104-109) del telurio (elemento 52). Excepcionalmente, sin embargo, el berilio-8 decae en dos partículas alfa.
La desintegración alfa es, con diferencia, la forma más común de desintegración en cúmulos, en la que el átomo padre expulsa una colección definida de nucleones hija, dejando atrás otro producto definido. Es la forma más común debido a la combinación de una energía de enlace nuclear extremadamente alta y una masa relativamente pequeña de la partícula alfa. Al igual que otras desintegraciones en cúmulos, la desintegración alfa es fundamentalmente un proceso de tunelización cuántica. A diferencia de la desintegración beta, se rige por la interacción entre la fuerza nuclear fuerte y la fuerza electromagnética.
Las partículas alfas tienen una energía cinética típica de 5 MeV (o ≈ 0,13% de su energía total, 110 TJ/kg) y una velocidad de unos 15.000.000 m/s, o el 5% de la velocidad de la luz. Existe una variación sorprendentemente pequeña en torno a esta energía, debido a la la fuerte dependencia de la vida media de este proceso respecto a la energía producida. Debido a su masa relativamente grande, a la carga eléctrica de +2 e y a su velocidad relativamente baja, es muy probable que las partículas alfa interactúen con otros átomos y pierdan su energía, y su movimiento hacia adelante puede ser detenido por unos pocos centímetros de aire.
Aproximadamente el 99% del helio producido en la Tierra es el resultado de la desintegración alfa de depósitos subterráneos de minerales que contienen uranio o torio. El helio sale a la superficie como subproducto de la producción de gas natural.

## Historia
Las partículas alfa se describieron por primera vez en las investigaciones de la radiactividad por Ernest Rutherford en 1899, y en 1907 se identificaron como iones He2+.
En 1928, George Gamow había resuelto la teoría de la descomposición alfa a través de túneles. La partícula alfa queda atrapada dentro del núcleo por un pozo de potencial nuclear atractivo y una barrera potencial electromagnética repulsiva. Clásicamente, está prohibido escapar, pero de acuerdo con los (entonces) principios recién descubiertos de mecánica cuántica, tiene una probabilidad pequeña (pero distinta de cero) de "tunelización" a través de la barrera y apareciendo en el otro lado para escapar del núcleo. Gamow resolvió un potencial modelo para el núcleo y derivó, a partir de los primeros principios, una relación entre la vida media de la desintegración y la energía de la emisión, que se había descubierto previamente empíricamente y se conocía como Ley de Geiger-Nuttall.

## Proceso de decaimiento de un núcleo

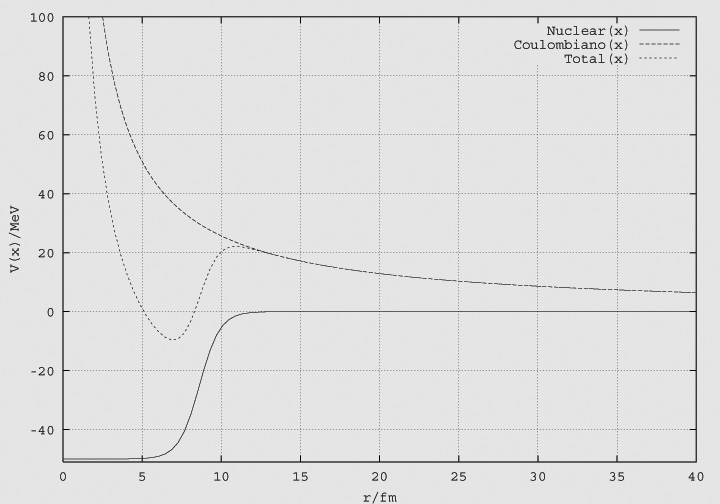
Potencial que afecta a una partícula alfa en las proximidades del núcleo.

El núcleo atómico es la parte central del átomo. Está formado por protones y neutrones, unidos entre sí por la interacción fuerte, la cual permite que el núcleo se mantenga estable pese a la repulsión electrostática entre los protones. La cantidad de protones en el núcleo determina el elemento químico al que pertenece.
La partícula α, de energía {\displaystyle m_{\alpha }c^{2}=3727,378} MeV, es una de las más estables. Por tanto puede existir como tal en la estructura del núcleo pesado. La energía cinética típica de las partículas alfa resultantes de la desintegración es del orden de 5 MeV (≈0,13 % de su energía total). Su velocidad es de 15 000 km/s.
Se puede imaginar este fenómeno como una partícula α atrapada en un pozo de potencial cuántico generado por el resto de nucleones del átomo, donde el potencial culombiano más allá del radio del átomo es dominante.
Clásicamente, si la energía, E, de la partícula alfa fuese superior a la energía potencial, V(r), de la barrera de potencial, siendo r el radio nuclear, aquella escaparía. Pero, normalmente, la partícula no puede escapar del átomo, ya que debe superar la barrera culombiana, y se limitaría a rebotar dentro del núcleo.
La explicación del fenómeno fue la confirmación del efecto túnel, predicho en la mecánica cuántica y planteado por George Gamow.
Una curiosidad es por qué las partículas alfa, núcleos de helio, deberían emitirse preferentemente frente a otras partículas como una única protones o neutrones o otros núcleos atómicos. Parte de la razón es la alta energía de enlace de la partícula alfa, lo que significa que su masa es menor que la suma de las masas de dos protones y dos neutrones libres. Esto aumenta la energía de desintegración. Calculando la energía total de desintegración dada por la ecuación
{\displaystyle E_{di}=(m_{\text{i}}-m_{\text{f}}-m_{\text{p}})c^{2},}
donde mi es la masa inicial del núcleo, mf es la masa del núcleo tras la emisión de la partícula, y mp es la masa de la partícula (alfa) emitida, se encuentra que en ciertos casos es positiva y por tanto es posible la emisión de partículas alfa, mientras que otros modos de desintegración requerirían añadir energía. Por ejemplo, realizando el cálculo para el uranio-232 se observa que la emisión de partículas alfa libera 5,4 MeV de energía, mientras que una emisión de un solo protón requeriría 6,1 MeV. La mayor parte de la energía de desintegración se convierte en energía cinética de la partícula alfa, aunque para cumplir con la conservación del momento, parte de la energía va al retroceso del propio núcleo. Sin embargo, dado que el número másico de la mayoría de los radioisótopos emisores alfa es superior a 210, mucho mayor que el número másico de la partícula alfa (4), la fracción de la energía que se destina al retroceso del núcleo suele ser bastante pequeña, inferior al 2%. No obstante, la energía de retroceso (en la escala de keV) sigue siendo mucho mayor que la fuerza de los enlaces químicos (en la escala de eV), por lo que el nucleido hijo se separará del entorno químico en el que se encontraba el progenitor. Las energías y proporciones de las partículas alfa se pueden utilizar para identificar el progenitor radiactivo mediante espectrometría alfa.
Sin embargo, estas energías de desintegración son sustancialmente menores que la barrera de potencial repulsiva creada por la interacción entre la fuerza nuclear fuerte y la electromagnética, que impide que la partícula alfa escape. La energía necesaria para llevar una partícula alfa desde el infinito hasta un punto cercano al núcleo, justo fuera del alcance de la influencia de la fuerza nuclear, es generalmente del orden de unos 25 MeV. Se puede pensar que una partícula alfa dentro del núcleo se encuentra dentro de una barrera de potencial cuyas paredes están 25 MeV por encima del potencial en el infinito. Sin embargo, las partículas alfa en desintegración sólo tienen energías de unos 4 a 9 MeV por encima del potencial en el infinito, mucho menos que la energía necesaria para superar la barrera y escapar.
Sin embargo, la mecánica cuántica permite que la partícula alfa escape a través de un túnel cuántico. La teoría del túnel cuántico de la desintegración alfa, desarrollada independientemente por George Gamow y por Ronald Wilfred Gurney y Edward Condon en 1928, fue aclamado como una confirmación muy sorprendente de la teoría cuántica. Esencialmente, la partícula alfa escapa del núcleo no adquiriendo suficiente energía para pasar por encima de la pared que la confina, sino haciendo un túnel a través de la pared. Gurney y Condon hicieron la siguiente observación en su artículo al respecto:
Hasta ahora ha sido necesario postular alguna "inestabilidad" arbitraria especial del núcleo, pero en la nota siguiente se señala que la desintegración es una consecuencia natural de las leyes de la mecánica cuántica sin ninguna hipótesis especial.... Se ha escrito mucho sobre la violencia explosiva con la que la partícula α es expulsada de su lugar en el núcleo. Pero a juzgar por el proceso descrito más arriba, se diría más bien que la partícula α casi se escabulle sin que nos demos cuenta.
.
La teoría supone que la partícula alfa puede considerarse una partícula independiente dentro de un núcleo, que está en constante movimiento pero retenida dentro del núcleo por una interacción fuerte. En cada colisión con la barrera potencial repulsiva de la fuerza electromagnética, existe una pequeña probabilidad distinta de cero de que haga un túnel para salir. Una partícula alfa con una velocidad de 1,5×107 m/s dentro de un diámetro nuclear de aproximadamente 10-14 m colisionará con la barrera más de 1021 veces por segundo. Sin embargo, si la probabilidad de escape en cada colisión es muy pequeña, la vida media del radioisótopo será muy larga, ya que es el tiempo necesario para que la probabilidad total de escape alcance el 50%. Como ejemplo extremo, la vida media del isótopo bismuto-209 es de 2.01×1019.
Los isótopos en isobaras estables a la desintegración beta que también son estables con respecto a la doble desintegración beta con número másico A = 5, A  = 8, 143 ≤ A ≤ 155, 160 ≤ A ≤ 162, y A ≥ 165 se teoriza que sufren desintegración alfa. Todos los demás números de masa (isóbaros) tienen exactamente un isótopo estable teórico. Los de masa 5 se desintegran en helio-4 y un protón o un neutrón, y los de masa 8 se desintegran en dos núcleos de helio-4; sus vidas medias (helio-5,  litio-5 y berilio-8) son muy cortas, a diferencia de las vidas medias de todos los demás nucleidos de este tipo con A ≤ 209, que son muy largas. (Tales nucleidos con A ≤ 209 son nucleidos primordialess excepto 146Sm.)
La elaboración de los detalles de la teoría conduce a una ecuación que relaciona la vida media de un radioisótopo con la energía de desintegración de sus partículas alfa, una derivación teórica de la ley de Geiger-Nuttall empírica.

## Usos
El americio-241, un emisor alfa, se utiliza en los detectores de humo. Las partículas alfa ionizan el aire en una cámara de iones abierta y una pequeña corriente fluye a través del aire ionizado. Las partículas de humo del fuego que ingresan a la cámara reducen la corriente y activan la alarma del detector de humo.
Radium-223 también es un emisor alfa. Se utiliza en el tratamiento de metástasis esqueléticas (cánceres en los huesos).
La descomposición alfa puede proporcionar una fuente de energía segura para el generador termoeléctrico de radioisótopos que se utiliza para las sondas espaciales y se usaron para marcapasos cardíacos artificiales. La desintegración alfa es mucho más fácil de proteger que otras formas de desintegración radiactiva.
Los eliminadores de estática suelen utilizar polonio-210, un emisor alfa, para ionizar el aire, lo que permite que la 'adherencia estática' se disipe más rápidamente.

## Toxicidad
Al ser relativamente pesadas y cargadas positivamente, el recorrido libre medio de las partículas alfa es muy corto, y a poca distancia de la fuente pierden rápidamente su energía cinética. La consecuencia de esto es que en una zona pequeña se deposita gran cantidad de energía (del orden de un MeV) y, en caso de contaminación interna, incrementa el riesgo de daño celular.
En general la radiación alfa externa no es peligrosa: pocos centímetros de aire o la delgada capa de piel muerta de una persona absorben las partículas. Tocar una fuente α suele no ser dañino, pero -según sea la cantidad incorporada al organismo- su ingestión, inhalación o introducción en el cuerpo pueden serlo.
La principal fuente natural de radiación alfa que nos afecta en la corteza terrestre es el radón, gas radiactivo existente en el suelo, el agua, el aire y varios tipos de rocas. Al inhalar este gas, algunos de sus productos de desintegración quedan atrapados en los pulmones.
A su vez, estos productos continúan desintegrándose y emitiendo partículas alfa, que pueden dañar las células pulmonares.
Probablemente la causa de la muerte de Marie Curie -a los 66 años, por leucemia- haya sido una exposición prolongada a altas dosis de radiación ionizante. Trabajó frecuentemente con radio, que decae en radón, y a su vez se desintegra en otros elementos radiactivos emisores de rayos beta y gamma.
Se sabe que para el asesinato del disidente ruso Alexander Litvinenko en 2006, se utilizó 210Po, que es un radioisótopo emisor alfa.